# Santa María del Páramo
Santa María del Páramo est une commune d'Espagne dans la province de León, communauté autonome de Castille-et-León. Elle s'étend sur 20,08 km2 et comptait environ 3 174 habitants en 2011.